# Banc d'épreuve de Saint-Étienne
Le Banc national ou Banc officiel d'épreuve des armes et munitions de Saint-Étienne est un établissement géré par la Chambre de commerce et d'industrie Lyon Métropole Saint-Étienne Roanne depuis 1856 (CCI Saint-Étienne avant la fusion des chambres).

## Contexte
La production d’armes à feu, qu’elles soient de poing ou épaule, est une tradition ancienne dans cette partie du Forez.
Cependant l’épreuve, c’est-à-dire l’essai et la certification avant commercialisation, afin de garantir une sécurité maximale à l’utilisateur, pose rapidement problème. La difficulté vient surtout des critères à appliquer, alors que les manufactures assemblent majoritairement à l’époque, vers la fin du XVIIIe siècle, des armes de guerre, ce qui engendre des conflits d’intérêt. Cette étape est tout d’abord assurée par les fabricants eux-mêmes, avant que l’État n'intervienne.
Le Banc stéphanois est institué par décret royal en 1782. Son autorité est reconnue, mais il faut néanmoins attendre 1960 pour que l’épreuve soit obligatoire en France.
Entre-temps, au début du XXe siècle, le pays tente d’harmoniser les procédures d’habilitation avec quelques voisins : c’est la CIP, mise en place au moment de la Première Guerre mondiale (une quinzaine d’États membres, presque tous européens).
Une arme éprouvée en France est homologuée pour servir dans les pays signataires de la convention, et réciproquement, sans avoir à repasser de tests.
En 1978, à la suite de la fermeture du banc parisien, l’établissement stéphanois devient seul référent à l’échelle nationale pour le contrôle réglementaire des armes à feu diffusées sur le territoire.
Dix ans plus tard, déménagement du site historique en centre-ville, vers la place Chavanelle, pour investir de nouveaux locaux au nord, dans la zone industrielle de Molina la Chazotte.

## Domaines d'intervention
Le banc d’épreuve de Saint-Étienne a vu ses missions élargies avec le temps, afin de satisfaire les demandes de nouveaux clients.
À son cœur de métier, qui était le contrôle physique des armes (éléments mécaniques, système de percussion, etc.), sont venues s’ajouter l’homologation des munitions (mesure de calibres) ou encore la neutralisation, c’est-à-dire le fait de rendre tout usage impossible (obstruction du canon…), cela aussi bien pour des armes de collection que militaires. Voire leur destruction pure et simple.
Lors de l’inauguration des nouvelles installations à la fin des années 1980, le banc s’est doté d’un laboratoire de résistance des matériaux, dont l’expertise dans le domaine balistique permet d’effectuer des recherches sur la force d’impact, qui trouvent des applications dans la vie quotidienne : vitrages, blindages de véhicules, équipements de protection individuelle (gilets pare-balles, casques, lunettes, etc.), machines-outils.
L’équipement stéphanois travaille ainsi pour une multitude d’acteurs, qu’il s’agisse d’institutionnels (administrations diverses, musées), industriels ou simples particuliers/collectionneurs.